# André François Corderan
André-François Corderan, né le 29 mai 1742 à Paris, mort le 22 mai 1816 à Brest (Finistère), est un général français de la Révolution et de l’Empire.

## États de service
Il entre en service en 1755, dans l’artillerie française en Inde, il participe à la guerre de Sept Ans, et il combat pendant la guerre d'indépendance des États-Unis. Il est fait chevalier de Saint-Louis le 1er mai 1786.
Il est nommé colonel le 1er juillet 1792, au 1er régiment d’artillerie de marine, devenu le 29 janvier 1796, 1er demi-brigade d’artillerie de marine, et le 20 juin 1803 il retrouve son ancienne appellation de 1er régiment d’artillerie de marine.
Il est fait chevalier de la Légion d’honneur le 4 germinal an XII (25 mars 1804), et officier de la Légion d’honneur le 26 prairial an XII (14 juin 1804). Il est promu général de brigade le 5 août 1804. Il est admis à la retraite en 1806.

## Sources
- http://www.napoleon-series.org/military/organization/c_artyofficers2.html#Corderan
- Thierry Pouliquen, « Les généraux français et étrangers ayant servis [sic] dans la Grande Armée » (consulté le 30 juillet 2013)
- « Cote LH/588/95 », base Léonore, ministère français de la Culture
- A. A. Liévyns, Fastes de la Légion-d'honneur, biographie de tous les décorés accompagnée de l'histoire législative et réglementaire de l'ordre, Bureau de l’administration, 1847, 655 p. (lire en ligne), p. 143.
- Georges Six, Dictionnaire biographique des généraux & amiraux français de la Révolution et de l'Empire (1792-1814), Paris : Librairie G. Saffroy, 1934, 2 vol., p. 263